# Michał Józefczyk
Michał Józef Józefczyk (ur. 29 września 1946 w Krościenku Wyżnym, zm. 20 czerwca 2016 w Tarnobrzegu) – polski duchowny katolicki, prałat od 1994 r., od 2002 r. Prałat Honorowy Jego Świątobliwości, w latach 1976–1979 wikariusz parafii Matki Bożej Pocieszenia w Lipnicy, od 1978 probosz lipnickiej parafii, w latach 1979/1980–2016 proboszcz parafii Matki Bożej Nieustającej Pomocy w Tarnobrzegu. W pracy duszpasterskiej na pierwszym miejscu zawsze stawiał sprawy drugiego człowieka. Szczególnym charyzmatem – jak określił to bp Nitkiewicz – była troska o ostatnich, o ludzi z peryferii, o zapomnianych, ludzi odrzuconych i opuszczonych. Najbardziej znamienną jego cechą było to, że nie potrafił przejść obojętnie obok osoby potrzebującej pomocy. Starał się jednoczyć grupy sąsiedzkie i wspólnotowe, tak aby walczyć z anonimowością i samotnością parafian na nowym osiedlu z wielkiej płyty.

## Wyróżnienia
Finalista konkursu na Proboszcza Roku – rocznik 2000. W 2001 r. został jednym z dwunastu laureatów konkursu Radia Plus i Katolickiej Agencji Informacyjnej „Proboszcz III Tysiąclecia”. Uznany przez Radę Miasta Tarnobrzega w 2000 r. za „Tarnobrzeżanina XX wieku”, a w kolejnym konkursie za „Tarnobrzeżanina 2008 Roku” (przez słuchaczy Radia Leliwa, widzów Miejskiej Telewizji Tarnobrzeg). W 1998 r. Rada Miasta Tarnobrzega przyznała mu także najwyższe miejskie odznaczenie Sigillum Civis Virtuti. Był członkiem Międzynarodowej Kapituły Orderu Uśmiechu.
Decyzją z 27 października 2006 r. został odznaczony 4 listopada 2006 roku Orderem Uśmiechu. Legitymację z nr 848 wręczył Stanisław Uziel. Podczas uroczystości odczytano list-wniosek do Kapituły: „Od 27 lat tworzy dla dzieci przedszkola-ochronki, wysyła na kolonie, zabiera na wycieczki, kupuje ubrania. Bardzo często częstuje słodyczami. Ksiądz Proboszcz Michał od 27 lat jeździ takim kremowym trabantem i czasem nas podwiezie. Bawi się z nami często i śpiewa z nami piosenki”. W odpowiedzi skierował do dzieci: „Tak bardzo pragnąłbym nie tylko nieść słońce uśmiechu, ale ocierać łzy, ale podnosić z upadku, ale służyć. Służyć i jeszcze raz służyć. Bóg zapłać!”.
10 maja 2011 r. postanowieniem Prezydenta RP Bronisława Komorowskiego wojewoda podkarpacki Małgorzata Chomycz odznaczyła ks. Józefczyka państwowym odznaczeniem Złotym Krzyżem Zasługi za zasługi na rzecz społeczności lokalnej.
8 września 2016 r. został odznaczony pośmiertnie Krzyżem Kawalerskim Orderu Odrodzenia Polski przez Prezydenta RP Andrzeja Dudę za wybitne zasługi w działalności na rzecz społeczności lokalnej i za osiągnięcia w pracy duszpasterskiej. Odznaczenie zostało przekazane siostrzeńcowi zmarłego kapłana – Piotrowi Filarowi, w imieniu prezydenta Rzeczypospolitej Polskiej Andrzeja Dudy wręczyła wojewoda podkarpacki Ewa Leniart 14 września podczas uroczystości w Sali Kolumnowej Urzędu Wojewódzkiego w Rzeszowie. Order przyznano na wniosek mieszkańców Tarnobrzega.

## Życie i posługa duszpasterska

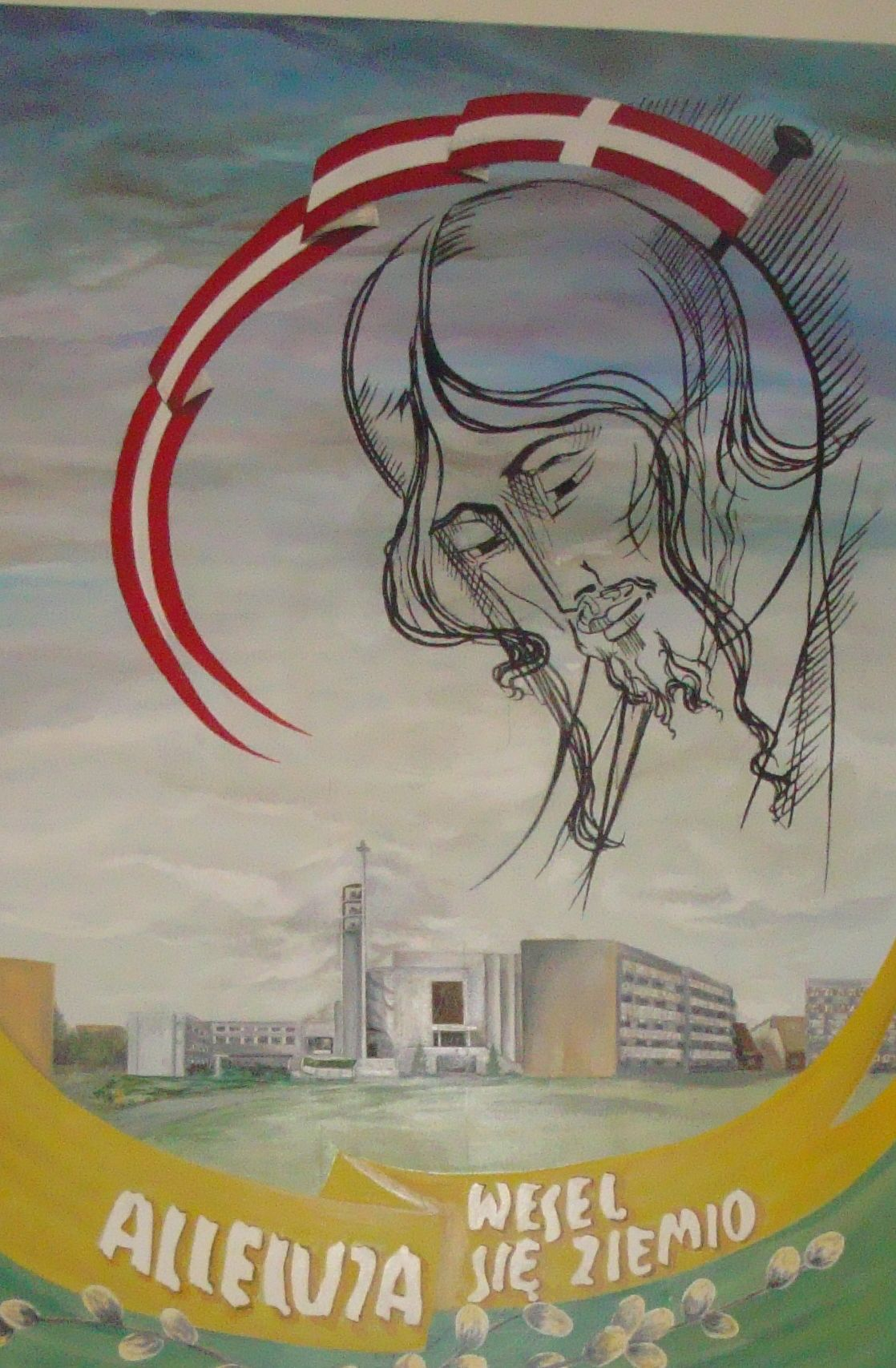
Obraz z kościołem i okolicznymi zabudowaniami

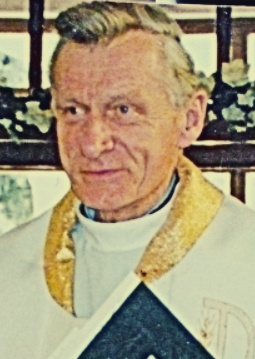
Ks. Józefczyk w 2011

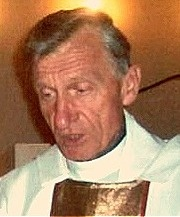
Ks. Józefczyk w 2012

Urodził się 29 września 1946 r. w Krościenku Wyżnym jako syn Stanisława i Karoliny z domu Glazar. Pochodził z parafii św. Marcina. W latach 1966–1972 kleryk Wyższego Seminarium Duchownego w Przemyślu. Wyświęcony 17 czerwca 1972 r. w Miejscu Piastowym koło Krosna z rąk bpa Stanisława Jakiela. Jako zawołanie wybrał fragment modlitwy św. Franciszka z Asyżu Uczyń mnie Panie, narzędziem Twojego pokoju oraz Matko Pięknej Miłości, naucz mnie kochać Boga i ludzi.
Posługę duszpasterską sprawował kolejno w Górnie, Pstrągowej koło Czudca, Dubiecku, Piątkowej należącej do parafii Tarnawka, w Dzikowcu i Lipnicy. W Dzikowcu spotkał i pracował ze sługą bożym Stanisławem Sudołem.
8 maja 1979 r. został powołany do tworzenia parafii na tarnobrzeskim osiedlu Serbinów. Razem z parafianami z Lipnicy postawił 26 maja 1979 roku w południe drewnianą konstrukcję. Prace ukończono po dziesięciu godzinach. Za swą działalność represjonowany przez władze komunistyczne. Za samowolę budowlaną w 1979 r. Sąd Rejonowy w Janowie Lubelskim wydał wyrok skazujący na rok więzienia w zawieszeniu na 3 lata, grzywnę w wysokości 127 tys. złotych oraz koszty sądowe w wysokości 27 tys. zł. Kolegium ds. Wykroczeń i Urząd ds. Wyznań ukarało księdza 16 razy. Formalne erygowanie parafii nastąpiło 24 czerwca 1980 roku.
Jako proboszcz w Tarnobrzegu animował życie religijne poprzez nabożeństwa modlitewne. Najbardziej charakterystyczne to comiesięczne, całonocne nabożeństwo fatimskie z procesją figury Matki Bożej po całym osiedlu, comiesięczna Godzina Święta, codzienna Godzina Miłosierdzia, cotygodniowa Nieustanna Nowenna, odwiedziny chorych, Dzień Sąsiada, Tarnobrzeskie Dni Trzeźwości, Korowód Świętych, Tarnobrzeskie Wieczory Uwielbienia, Marsz Mężczyzn, Doba Modlitwy Różańcowej, Marsz dla Życia i Rodziny. Osobliwością parafii było odprawianie maryjnych nabożeństw majowych przed figurami i kapliczkami znajdującymi się na terenie osiedla. Czerwcowe nabożeństwa do Serca Bożego odbywają się pod figurą Chrystusa. Szczególnym kultem otaczano świętych i błogosławionych. W ołtarz główny wkomponowano 17 relikwii: św. Brata Alberta Chmielowskiego, bł. Edmunda Bojanowskiego, św. Faustyny Kowalskiej, św. Matki Teresy z Kalkuty, św. Ojca Pio, św. Joanny Beretty Molli, św. Jana Bosko, św. Zygmunta Gorazdowskiego, bł. Anieli Salawy, bł. Czesława Odrowąża, św. Jana Pawła II, bł. Jana Beyzyma, bł. Jerzego Popiełuszko, św. Charbela, bł. Michała Sopoćko, św. Jana Bożego, św. Rity.
Życie społeczno-kulturalne charakteryzowały liczne wydarzenia, m.in.: Tarnobrzeskie Wieczory Organowe (zalążek Międzynarodowych Koncertów Organowych), Zespół Pieśni i Tańca „Lasowiacy”, Orkiestra Dęta, Chrześcijańskie Dni Kultury (zalążek Tarnobrzeskich Dni Społecznych), Rodzinny Festiwal Pieśni Maryjnej, Święto Parafii „Familiada”, Festyn Ewangelizacyjno–Charytatywny „Strefa Aniołów”, Bieg Noworoczny, Festiwal Piosenki Harcerskiej, Wojewódzki Przegląd Teatrów Wiejskich, Mistrzostwa Księży w Tenisie Stołowym, Kongres Trzeźwościowy, Adopcja Niechcianych Psów i Kotów, Bułeczka Jedności Serbinowskich Rodzin. W 1994 roku parafia przystąpiła do Ruchu ku Lepszemu Światu, a zadania duszpasterskie realizowane były według programu „Nowy Obraz Parafii”.
Cechą wyróżniającą parafię prowadzoną przez ks. Józefczyka była mnogość ruchów religijnych, bractw, stowarzyszeń. Ich celem oprócz działalności duszpasterskiej było zawiązanie więzi społecznych na betonowej pustyni osiedla Serbinów. Jedne z najbardziej charakterystycznych wspólnot to: Parafialna Rodzina Różańcowa (ok. 70 róż), Stowarzyszenie Kobiety Wobec Przemocy Alkoholowej w Rodzinie, Anonimowi Alkoholicy, Al-Anon, Krucjata Wyzwolenia Człowieka, Klub „8 Wspaniałych”, Stowarzyszenie Rodzin Wielodzietnych, Honorowi Dawcy Krwi, Koło Pomocy Osobom Niepełnosprawnym Ruchowo, Stowarzyszenie Rodzin Katolickich, Dialog Małżeński, Rodzina Radia Maryja, Rycerze Kolumba, Oaza Rodzin, Rycerstwo Niepokalanej, Wspólnota dla Intronizacji Najświętszego Serca Pana Jezusa, Wspólnota Jana Chrzciciela, Neokatechumenat, Bractwo Świętego Józefa. Wielość wspólnot miała za zadanie przyciągnięcie i zaangażowanie jak największej ilości wiernych, tak aby każdy znalazł najbliższą danej osobie formę duchowości.

## Inicjatywy Michała Józefczyka

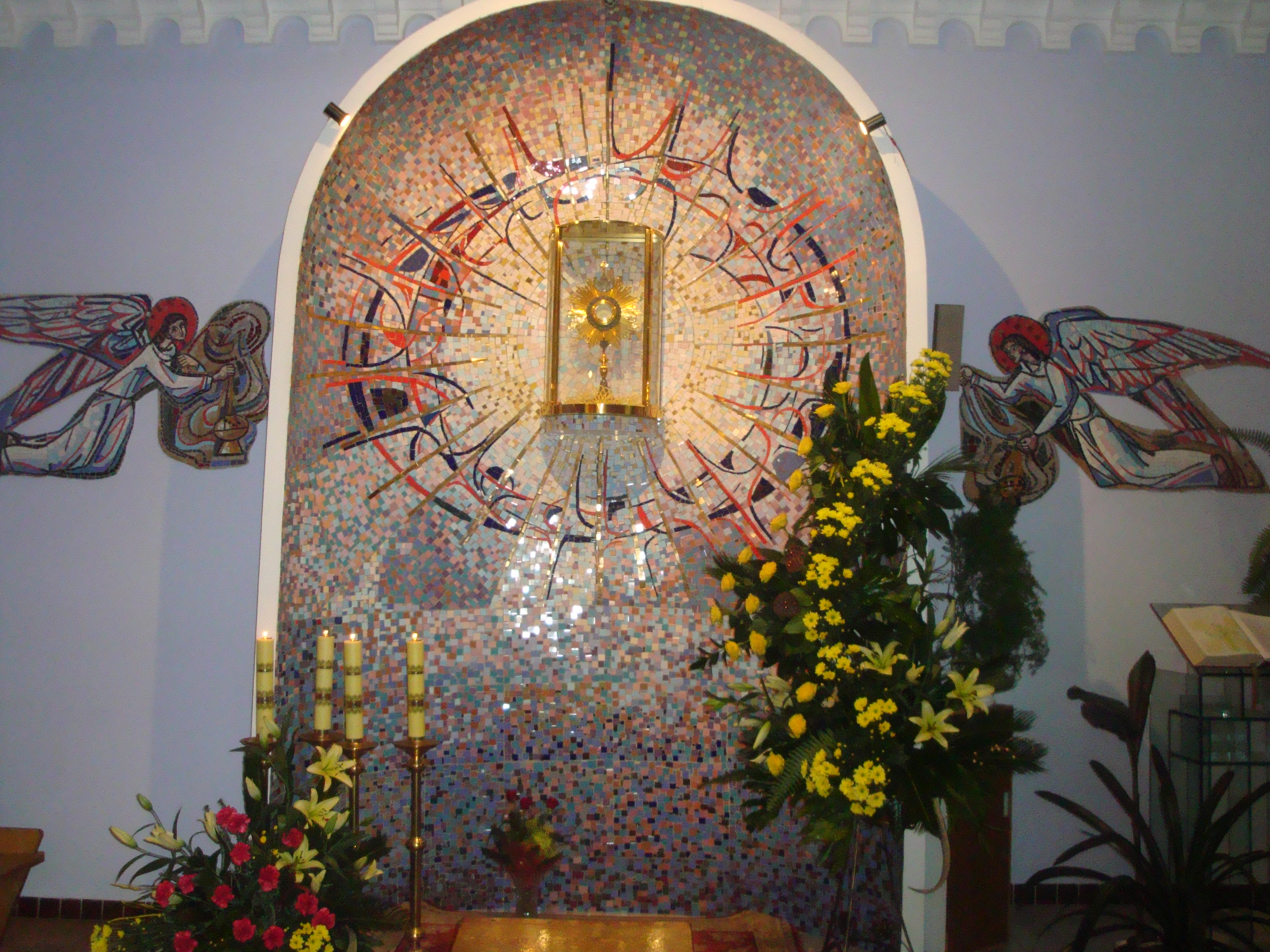
Kaplica Wieczystej Adoracji (zdjęcie 2009 r.)

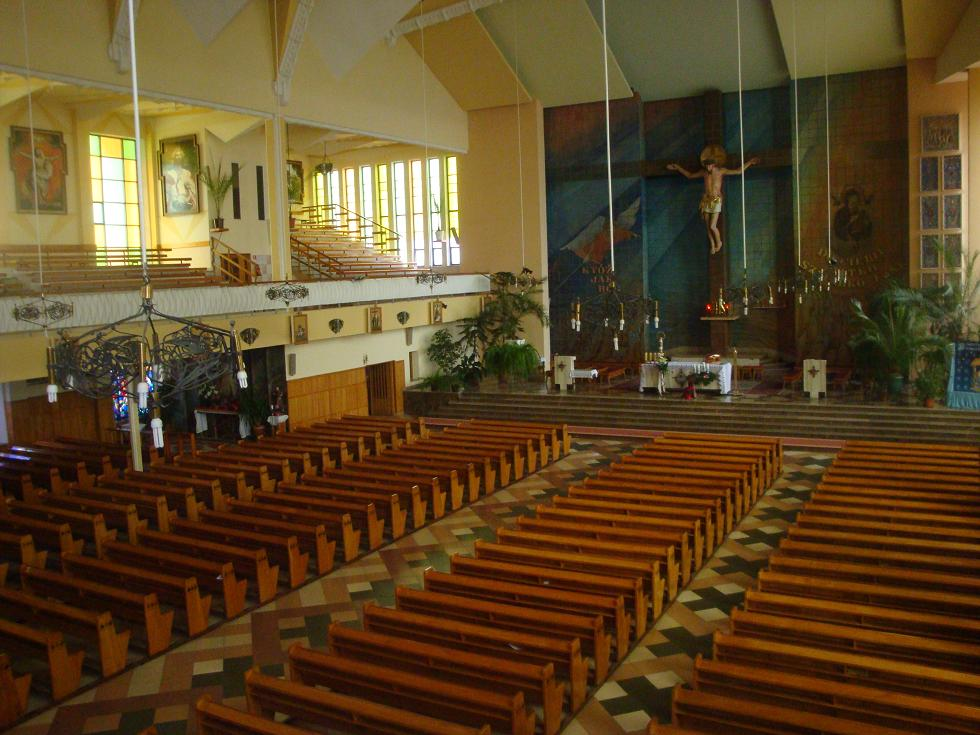
Widok na tzw. górny kościół w kompleksie budynków przy ul. Konstytucji 3-go Maja w Tarnobrzegu

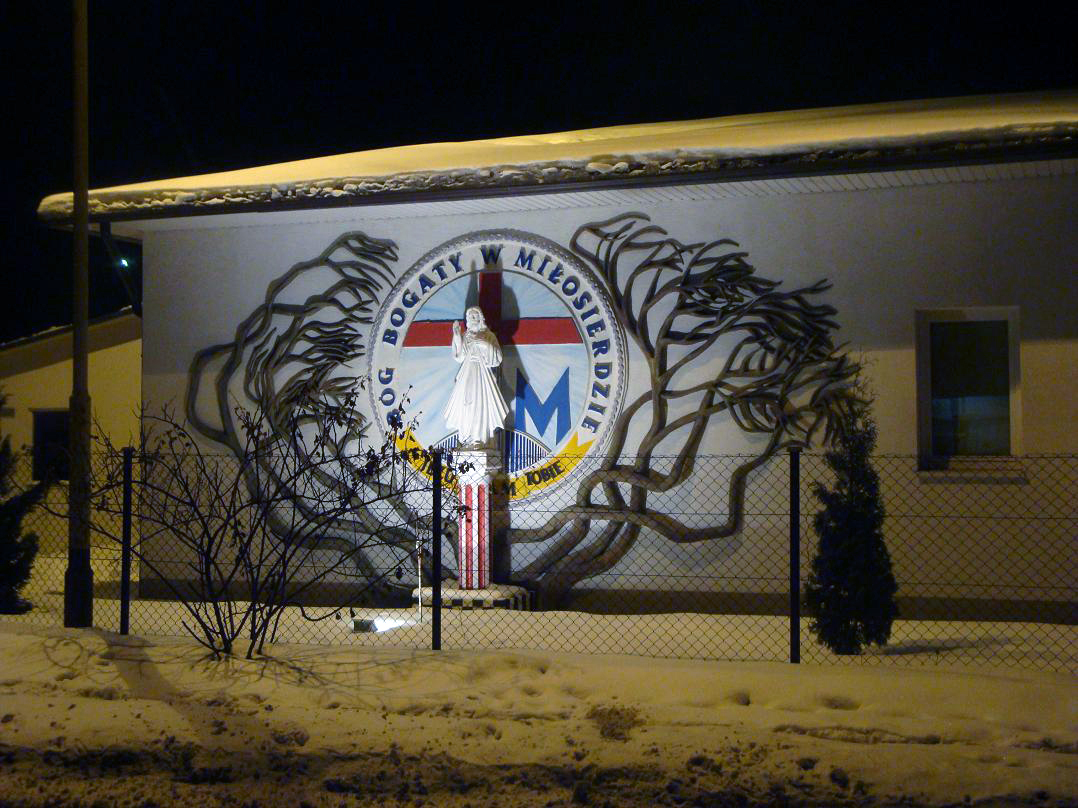
II Oddział Hospicjum przy ul. Dąbrówki w Tarnobrzegu

W swojej działalności wykazywał się wieloma inicjatywami budowniczymi. Nazywany budowniczym tarnobrzeskich kościołów.
Inicjatywa budowy 5 tarnobrzeskich świątyń poprzedziła wcześniejsza budowa kościoła Matki Bożej Pocieszenia w Lipnicy w 1977 r.
Po odkryciu złóż siarki w okolicach Machowa i Jeziórka miasto Tarnobrzeg zaczęło rozwijać się w szybkim tempie. Przyrost ludności następował w postępie geometrycznym (z ok. 5 tys. w latach 50. XX wieku, do 35 tys. w latach 70. XX wieku). Jednocześnie jedyną istniejącą parafią miasta była parafia Wniebowzięcia Najświętszej Maryi Panny działająca przy klasztorze dominikanów. Potrzeby duszpasterskie wielokrotnie przewyższały możliwości XVIII-wiecznego budynku. W 1979 r. decyzją bpa Ignacego Tokarczuka powstał zalążek nowej struktury duszpasterskiej. Dnia 8 maja 1979 r. powstaje drewniany, prowizoryczny kościół. W kolejnych latach przystąpiono do budowy murowanej świątyni parafialnej. Ks. Józefczyk poprzez osobisty kontakt i wizyty w mieszkaniach parafian zaangażował większość mieszkańców nowego osiedla. Budowlę kościoła Matki Bożej Nieustającej Pomocy na tarnobrzeskim Serbinowie ukończono w 1984 r. Wraz z upadkiem komunizmu ks. Józefczyk zainicjował budowę kolejnych świątyń: Miłosierdzia Bożego na Dzikowie (budowę ukończono w 1996 r.) i św. Barbary na osiedlu Siarkowiec (budowę ukończono w 1996 r.). W 2003 r. zaadaptowano pomieszczenia dawnego Młodzieżowego Domu Kultury i erygowano najmłodszą miejską parafię Chrystusa Króla. W październiku 2009 r. poświęcono Kaplicę Świętych Aniołów Stróżów w Publicznej Katolickiej Szkole im. Jana Pawła II. Ostatnią sakralną budowlą powstałą z inicjatywy ks. Józefczyka w Tarnobrzegu była kaplica Wszystkich Świętych na cmentarzu w Sobowie (budowa ukończona w listopadzie 2009 r.). Przy niej został pochowany.
Szczególną inicjatywą była Kaplica Wieczystej Adoracji, a która to powstała w kompleksie budynków przy ul. 3-go Maja.
Oprócz kościołów ks. Józefczyk inicjował budowy ośrodków pomocy zdrowotnej.
W 2001 jako dziękczynienie Wielkiego Jubileuszu Roku 2000 – powstał I Oddział Hospicjum (ul. Konstytucji 3 Maja), a w 2002 r. II Oddział Hospicjum (ul. Dąbrówki). W 2012 r. rozpocztęto budowę III oddziału w Miechocinie (35 łóżek dla chorych i miejsca hostelowe). Przy ul. 3-go Maja działała stacja „Caritas" i Ośrodek Rehabilitacji.
Na terenie osiedla z wielkiej płyty, z charakterystycznym jednostajnym zabudowaniem ks. Józefczyk budował pomniki, które nie tylko spełniały funkcję duszpasterskie, ale i ożywiały monotonną zabudowę. Były to: Serca Jezusowego na ul. Zwierzynieckiej (1997 r.), księdza Jerzego Popiełuszki na ul. Konstytucji 3-go Maja (1999 r.), Zmartwychwstania Jezusa na ul. Zwierzynieckiej (2001 r.), Jana Pawła II na ul. Warszawskiej (2005 r.).
Powstanie figury Serca Bożego związane było z Aktem Oddania Tarnobrzega i Intronizacji Serca Bożego w parafii i mieście.
Przy kompleksie budynków na ul. Konstytucji 3go Maja i ul. Jędrusiów powstały także: Okno Życia (2009 r.), noclegownia dla bezdomnych mężczyzn (ok. 80 miejsc), dom samotnej matki, apteka leków bezpłatnych, biblioteka, świetlica, aula widowiskowa.
W 2001 r. ks. Józefczyk powołał Rodzinny Dom Dziecka.
Inicjatywy edukacyjne to: ochronka św. Józefa, żłobek „Nazaret”, przedszkole św. Józefa, Uczniowski Klub Sportowy Wspólnota Serbinów, Zespół Katolickich Szkół im. Jana Pawła II (2008 r.): Publiczna Katolicka Szkoła Podstawowa, Publiczne Katolickie Gimnazjum, Katolickie Liceum Ogólnokształcące.
Przy parafii działały także media: miesięcznik „Serbinowskie Dzwony”, tygodnik „Nieustająca Pomoc”, periodyk „Otwarte Serca”. Od 2010 r. działa Katolicka Telewizja Serbinów.

## Śmierć i pogrzeb

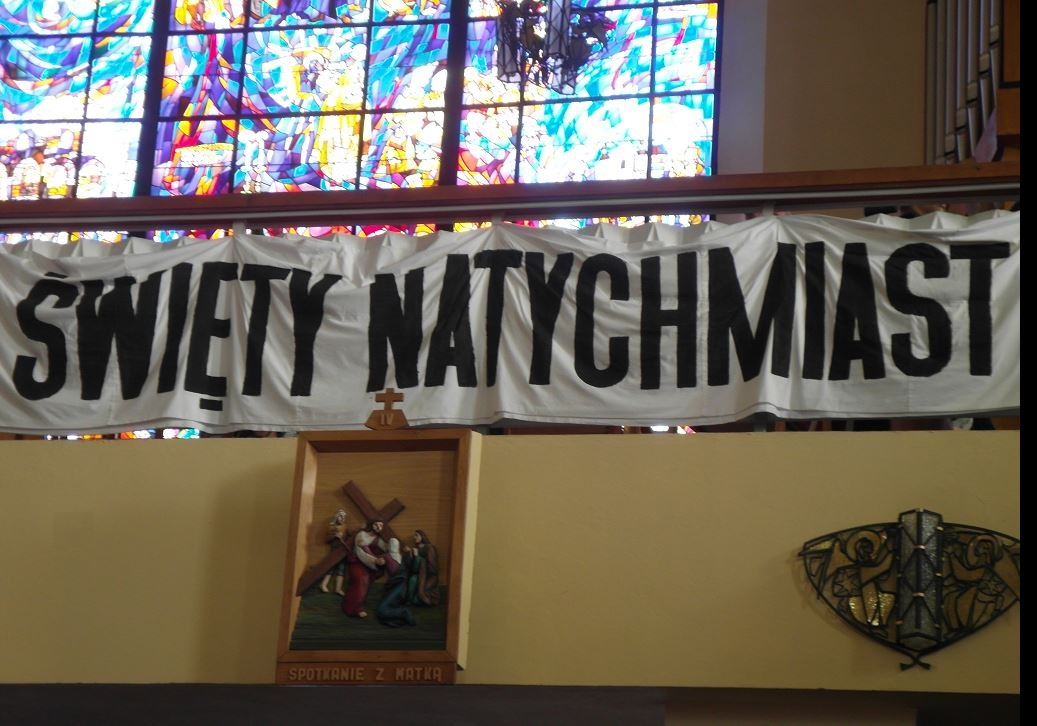
Transparent „Święty natychmiast”, który zawisł podczas uroczystości pogrzebowych

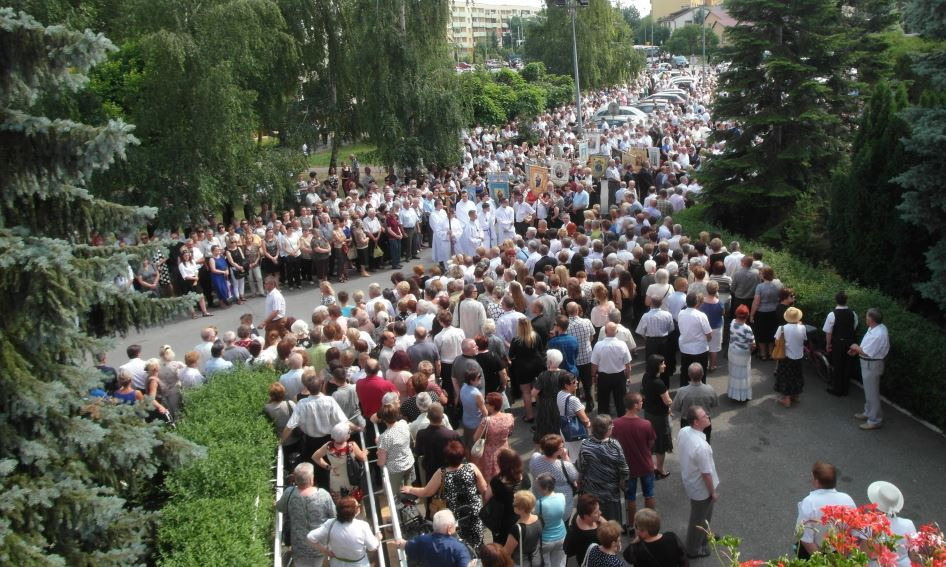
Kondukt pogrzebowy na Serbinowie

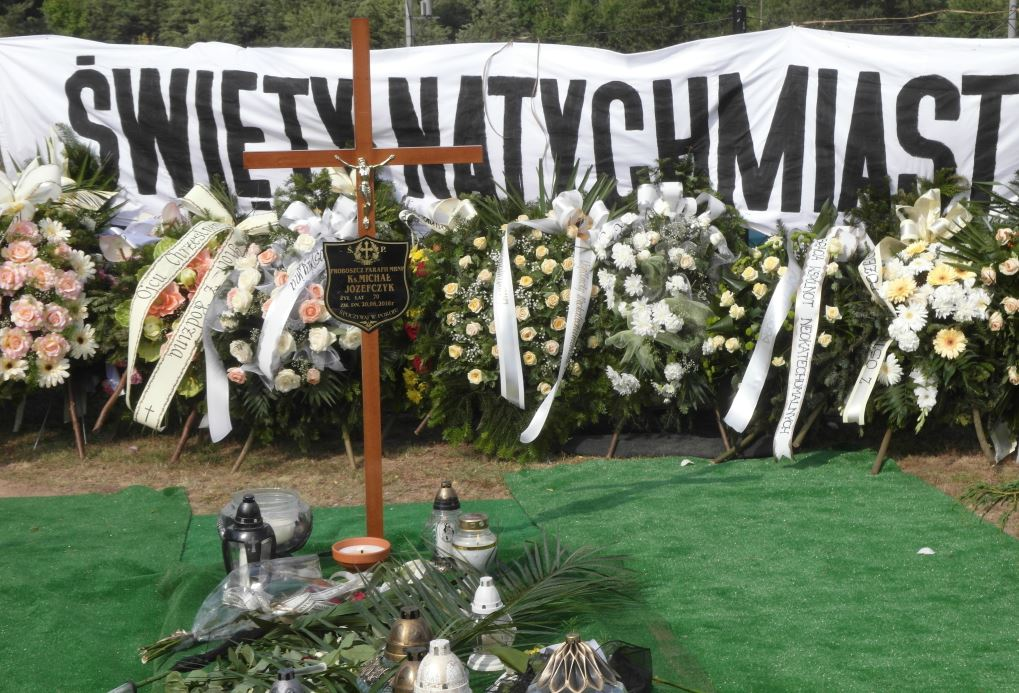
Grób w dniu pogrzebu

Zmarł z wyniszczenia chorobą nowotworową 20 czerwca 2016 r. o godz. 21:37 w opinii powszechnej świętości i wielkości czynów. Na osobistą prośbę duszpasterza 20 czerwca o godzinie 21. odbył się Apel Jasnogórski i wspólna modlitwa różańcowa. Wiadomość o śmierci prałata dotarła w trakcie modlitw w kościele na Serbinowie.
Czuwanie modlitewne przy trumnie z ciałem zmarłego proboszcza trwało od środy 22 czerwca, od godziny 15:00. Również tego dnia bp senior Edward Frankowski odprawił wieczorem Mszę św., podczas której przedstawiciele wspólnot działających przy parafii oraz stowarzyszeń i instytucji miejskich pożegnali swego duszpasterza.
W dniu 23 czerwca o 13:00 uroczystościom pogrzebowym przewodził bp sandomierski Krzysztof Nitkiewicz. Mszę koncelebrowali bp senior Edward Frankowski, bp Edward Białogłowski, biskup pomocniczy diecezji rzeszowskiej, oraz ok. 300 księży. Wyrazy solidarności i łączności w modlitwie zostały przesłane przez biskupa odesko-symferopolskiego Bronisława Bernackiego. W pogrzebie wzięli udział siostry zakonne, samorządowcy, władze miasta, powiatu, a także tłumy parafian, mieszkańców Tarnobrzega oraz delegacje z diecezji sandomierskiej i archidiecezji przemyskiej. Na czas pogrzebu zamknięto także okoliczne sklepy i zakłady pracy.
W trakcie pogrzebu zawisł transparent przygotowany przez parafian „Święty natychmiast”.
Został pochowany na cmentarzu w Sobowie, obok kaplicy Wszystkich Świętych. Zgodnie z ostatnim życzeniem zmarłego nie przynoszono kwiatów i zniczy na grób, lecz zebrane ofiary przeznaczono na dokończenie budowy hospicjum w Tarnobrzegu-Miechocinie. Podczas zbiórki zebrano ok. 90 tys. złotych.

## Upamiętnienia
Imieniem księdza nazwane jest rondo znajdujące się w Tarnobrzegu na osiedlu Serbinów u zbiegu ulic Kazimierza Wielkiego, Kwiatkowskiego oraz Zwierzynieckiej.

### Tablice i pomniki
- Kościół Bożego Miłosierdzia w Tarnobrzegu-Dzikowie – odsłonięta 19 czerwca 2017 r.[56] Treść: „Pokornemu Słudze Eucharystii, Kapłanowi, który z prostotą, pokorą i radością miłował Boga, Ojczyznę oraz ludzi. Ojcu ubogich i sierot, Bratu chorych i cierpiących. Niestrudzonemu Apostołowi Miłosierdzia, rozmiłowanemu w Niepokalanym Sercu Maryi. Proboszczowi parafii Matki Bożej Nieustającej Pomocy na Serbinowie, Budowniczemu tej świątyni. W pierwszą rocznicę narodzin dla Nieba, wdzięczna Wspólnota Parafii Miłosierdzia Bożego w Tarnobrzegu.”
- Pomnik ks. Michała Józefczyka na Placu Antoniego Surowieckiego w Tarnobrzegu.[57]

### Reportaże i filmy dokumentalne
- „Ks. Prałat Michał Józefczyk – Apostoł Miłosierdzia” – czerwiec 2016, prod. Katolicka Telewizja Serbinów
- „W służbie Bogu i ludziom – ks. prałat Michał Józefczyk” – materiał z cyklu Oko reportera, realizacja Katarzyna Wierzbicka, Piotr Kusal, lipiec 2016, prod. Telewizja Lokalna TVL
- „Ksiądz Prałat Michał Józefczyk oczami młodzieży” – wrzesień 2018, prod. Katolicka Telewizja Serbinów
- „Z niebem w sercu" - październik 2024, prod. Dorota Kozioł, Elżbieta Wojtaszek, Adrian Turek, realizacja: Piotr Szewczyk

### Książki
- Niedokończony portret – Dorota Kozioł, 2017, ISBN 978-83-8101-123-5
- Tomik poezji pamięci Ks. Prałata – Stanisława Kosmala, 2017
- "Blisko Boga i Ludzi", 2021,Wydawnictwo Diecezjalne w Sandomierzu.
- "W rytmie serca", 2022, Wydawnictwo Diecezjalne w Sandomierzu.

## Odniesienia w kulturze
Wizerunek proboszcza Michała Józefczyka pojawia się w teledysku do piosenki „Osiem Błogosławieństw”. Piosenka powstała z okazji wizyty Ojca Świętego Jana Pawła II w 1999 r. Wizerunek Józefczyka w 1 min 50 sek jest ilustracją do słów „Błogosławieni miłosierni, albowiem oni miłosierdzia dostąpią”, które śpiewa Anna Maria Jopek.
Z okazji ósmej rocznicy śmierci ks. Prałata Michała Józefczyka w 2024 roku została nagrana piosenka upamiętniająca jego osobę pt. „Serbinowski Orędownik” w wykonaniu Natalii Turek.